# Préparateur en pharmacie hospitalière
En France, le préparateur en pharmacie hospitalière (PPH) participe à différentes missions au sein d'une pharmacie à usage intérieur (PUI) :
- Dispensation des médicaments et dispositifs médicaux stériles aux différents services de soins;
- Encadrement et participation aux opérations de stérilisation ;
- Préparations magistrales et hospitalières en zone d'atmosphère contrôlée (nutrition parentérale, reconstitution des cytotoxiques, collyres...);
- Préparations radiopharmaceutiques dans les services de médecine nucléaire,
- Surveillance des installations de fluides médicaux ;
- Participation à la gestion des flux de médicaments et DMS (approvisionnement, contrôle, achats, inventaire…);
- Rétrocession des médicaments au public (antirétroviraux…),
- Dispensation d'essais cliniques aux patients ambulatoires.

Il relève des professions de la pharmacie et de la physique médicale et ne peut s'exercer qu'avec le Diplôme de Préparateur en pharmacie hospitalière (DPPH). Il fait partie du personnel médico-technique appartenant à la catégorie A des fonctionnaires.

## Formation
Créé en 2001, le diplôme de préparateur en pharmacie hospitalière est homologué de niveau III (soit un niveau bac+2). L'arrêté du 2 août 2006, paru au Journal officiel du 11 août 2006, fixe les nouvelles dispositions relatives à la formation conduisant à ce diplôme, applicables à la rentrée 2007. Cette formation est dite « formation en alternance » entre l’hôpital d’accueil et le lieu théorique de formation.
Le rythme de l’alternance  varie de 2 à 3 semaines successives en Centre de Formation (enseignement théorique) et 2 à 3 semaines successives sur le terrain (enseignement pratique).
Il y a  4 voies d’accès à la formation de Préparateur en Pharmacie Hospitalière après obtention du Brevet professionnel de Préparateur en Pharmacie :
Depuis l’Arrêté du 26 avril 2001 :
- Accès par la voie de l’apprentissage (être âgé de moins de 26 ans à la signature du contrat d’apprentissage mais dérogation pour les Préparateurs en Pharmacie de moins de 30 ans avec conditions particulières – Cf Art.L.6222-1 et D.6222-1 du Code du Travail).

Depuis l’Arrêté du 2 août 2006 modifié par l’Arrêté du 7 avril 2010  :
- Accès par la voie de la formation initiale (directement après le BP, candidat n’exerçant pas encore en milieu hospitalier)
- Accès par la voie de la formation continue (formation dite « promotionnelle »)
- Accès par la validation des acquis de l’expérience  (Nécessité de 3 ans d’expérience professionnelle en milieu hospitalier).

A l’exception de l’apprentissage, aucune limite d’âge n’est prévue.
La formation a une durée globale de 1360 heures réparties en :
Ø       660 heures de formation théorique au CFPPH
Ø       700 heures de formation pratique en stages
Le contrat d’apprentissage et la convention de formation sont de 1 an minimum pour les apprentis. Ils débutent en Septembre de chaque année et se termine au mois de Septembre de l’année suivante.
La formation est composée de huit Unités de Compétence(UC) dont le contenu est conforme au référentiel des activités du préparateur en pharmacie hospitalière. Les Unités de Compétence sont ainsi organisés et font l’objet de travaux pratiques et dirigés.
Pour chaque UC, il y a une période d’enseignement théorique en Centre de Formation et une période pratique en stage :
- UC1 : Analyse d’ordonnances
Compétence : Analyser les demandes et les ordonnances au regard des exigences techniques réglementaires propres aux Pharmacies à Usage Intérieur.
Enseignement théorique : 90 heures.
- UC2 : Dispositifs médicaux
Compétence : Analyser la prescription ou la demande de dispositifs médicaux
Enseignement théorique : 90 heures.
- UC3 : Qualité
Compétence : Assurer la qualité des opérations pharmaceutiques réalisées en Pharmacie à Usage Intérieur.
Enseignement théorique : 80 heures
- UC4 : Préparation, fabrication, reconstitution
Compétence : Organiser, conduire et mettre en œuvre les préparations magistrales, hospitalières, les opérations de reconstitution et le conditionnement
Enseignement théorique : 110 heures
- UC5 : Radiopharmacie
Compétence : Organiser, conduire et mettre en œuvre les préparations de médicaments radio pharmaceutiques.
Enseignement théorique : 60 heures
- UC6 : Hygiène et Stérilisation
Compétence : Organiser, conduire et mettre en œuvre des opérations de stérilisation des dispositifs médicaux.
Enseignement théorique : 110 heures
- UC7 : Législation
Compétence : Gérer des flux et des stocks de médicaments et de dispositifs médicaux dans l’environnement institutionnel et réglementaire
Enseignement théorique : 60 heures
- UC8 : Communication
Compétence : Traiter et transmettre des informations, travailler en équipe, conseiller et encadrer des personnes.
Enseignement théorique : 60 heures
L’ensemble des modules est soumis au contrôle continu par des évaluations régulières organisées par les enseignants et les responsables de formation.

## Carrière
■ Préparateur en pharmacie hospitalière dans les pharmacies à usage intérieur
■ Cadre de santé, fonctions d’encadrement et d’enseignement
■ Cadre supérieur de santé, fonctions d’encadrement et d’enseignement
■ Directeur de soins à l’hôpital ou en centre de formation